# Montascale a piattaforma

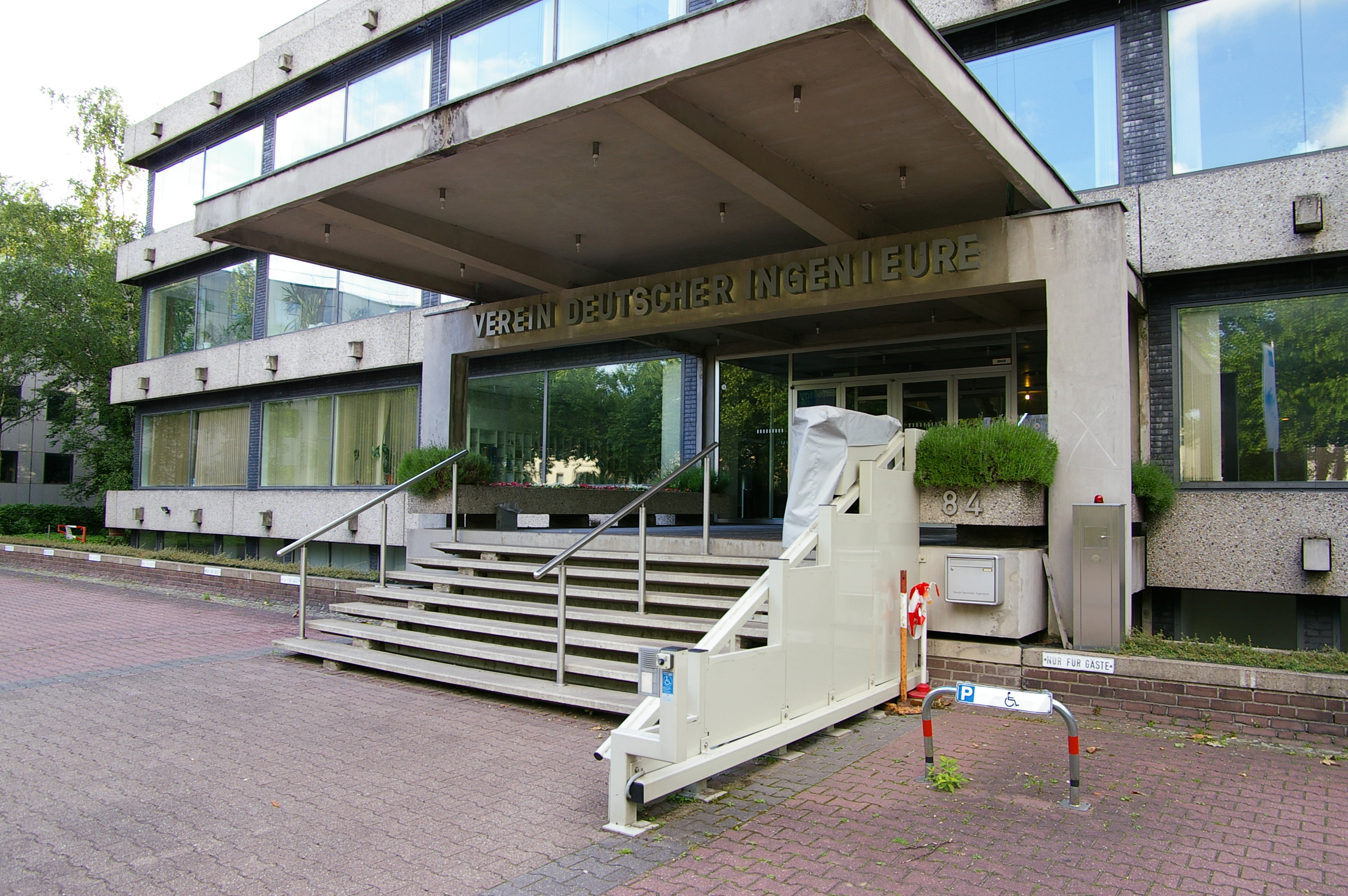
Montascale a piattaforma (ripiegato)

Il montascale a piattaforma è un impianto utilizzato normalmente nell'abbattimento delle barriere architettoniche (scale) finalizzato in particolare al sollevamento di persone disabili su carrozzina.
Le piattaforme possono presentare diverse dimensioni in base alle esigenze dell'utente ed alle caratteristiche della scala.
Se viene applicato un seggiolino ribaltabile sulla spalliera, il montascale può trasportare una persona seduta ed è detto servoscala a poltroncina.

## Componenti
Il montascale a piattaforma è costituito da:
- Pedana o piattaforma
- Spalliera
- Guida
- Motore

## Dimensioni delle piattaforme
Il DM 236/89 prevede una dimensione minima per le piattaforme  destinate al trasporto di una carrozzina. la dimensione minima prescritta è di 700x750 mm. 
Sempre più spesso le aziende propongono piattaforme su misura in base alle dimensioni della carrozzina del disabile o alle caratteristiche della barriera architettonica.